# Ласковый бык
«Ласковый бык» — советская и российская музыкальная группа из города Тольятти, существовавшая в 1990—2015 годах. Основана автором-исполнителем Алексеем Блохиным, который был руководителем и единственным бессменным участником этой группы; остальные музыканты приглашались для сессионной или гастрольной деятельности.

## История
Алексей Блохин родился 8 августа 1963 года в городе Семёнов Горьковской области. Затем переехал в Тольятти, где работал на Волжском автомобильном заводе в качестве слесаря-ремонтника и слесаря механосборочных работ. Обучался во Всесоюзном юридическом заочном институте (не закончил). Серьёзное занятие музыкой началось в группе «Ассорти» под управлением Игоря Бобынина.
С 1980 по 1989 год было записано несколько бардовских альбомов. В 1990 году в Тольятти записан альбом «Пацаны» («Пацаны, вы держите штаны») под псевдонимом «Ласковый бык». По словам Алексея Блохина, название не является пародией на популярную в те времена группу «Ласковый май».
В том же году после переезда в Москву проект был взят под опеку продюсером Сергеем Савиным.
Для гастрольной деятельности был собрана группа в составе:
- Музыканты:
  - Иван Заболотник (клавиши);
  - Михаил Олещёнок (лидер-гитара);
  - Василий Молчанов (бас-гитара);
  - Алексей Антонов (ритм-гитара);
  - Михаил Стражин (ударные), впоследствии его заменил Владимир Косоногов;
- Звукорежиссёры:
  - Райво Арру;
  - Андрей Пронькин;
- Выездной директор:
  - Сергей Филоненко

В 1991 году были записаны альбомы «Тусовка» и «Казанский вокзал». 
В 1993 году выходит альбом «Русская мафия». 
С 1994 по 1996 годы — работа в студии «Электроклуб» в Санкт-Петербурге, под управлением Александра Назарова. В 1995 году вышел в свет альбом «Второе пришествие» и сборный альбом «Золотая клюква».
В 1996 году Блохин вернулся в Тольятти. За период с 1996 по 2009 год написано порядка 50 новых песен. Блохин продолжал выступать как под собственной фамилией, так и под узнаваемым названием «Ласковый бык».
12 июля 2015 года Алексей Блохин скончался в Тольятти, по некоторым данным, от менингита.

## Дискография
- 1990 — Пацаны
- 1991 — Казанский вокзал
- 1991 — Тусовка
- 1993 — Русская мафия
- 1995 — Второе пришествие
- 1995 — Золотая клюква (сборник)
- 2012 — Полосы